# ТЕС Ескатрон (Global 3 Energia)
ТЕС Ескатрон (Global 3 Energia) – теплова електростанція на північному сході Іспанії, споруджена компанією Global 3 Energia. 
В 2007 році на майданчику станції ввели в дію чотири встановлені на роботу у відкритому циклі газові турбіни потужністю по 50 МВт. В 2010-му їх доповнили двома паровими турбінами потуюністю по 42,5 МВт, створивши при цьому два однотипні парогазові блоки комбінованого циклу потужністю по 142,5 400 МВт, у кожному з яких дві газові турбіни живлять через відповідну кількість котлів-утилізаторів одну парову турбіну. 
Як паливо станція використовує природний газ, який надходить до регіону по трубопроводу Тівісса – Аро – Бергара.
Для охолодження використовують воду з річки Ебро.
Можливо відзначити, що в Арагоні також діє ТЕС Ескатрон компанії Repsol.